# Antikvariát a klub Fiducia
Antikvariát a klub Fiducia (rovněž uváděn jako Klub Fiducia) založili Ilona Rozehnalová a Jiří Rozehnal nejprve jako antikvariát v roce 1998 v Ostravě-Mariánských Horách, který v roce 1999 přesunuli do prostor v centru Ostravy do suterénních prostor činžovního domu se vstupem z ulice Mlýnská s oficiální adresou Nádražní ul. 30.
Ačkoli se klub řadí k nízkorozpočtovým organizacím s nezávislým, komunitním a neformálním charakterem, média Fiducii označují jako jednu z nejdůležitějších a nejrespektovanějších kulturních institucí Ostravy. Osobnosti z řad umělců, vysokoškolských pedagogů a odborníků působících v Ostravě pak jako "ohnisko literárního života Ostravy", příklad fungující občanské společnosti či platforma, na níž jsou široce a nahlas promýšlena témata související s historií města, regionu a veřejným prostorem. Kronikář města Ostravy Martin Juřica v roce 2018 uvedl, že vzhledem k povaze aktivit má tento klub v městské kronice každoročně své místo. Na tom, že se Fiducii podařilo vytvořit image stabilní kulturní instituce a živé místo propojující řadu komunit města, má zásadní podíl provozovatelka klubu Ilona Rozehnalová.

## Dramaturgie
Fiducia je kromě antikvariátu kulturním centrem pořádajícím stovky programů ročně.  Zahrnuje dvě galerie vyprofilované na malbu a fotografii. Dramaturgický okruh Fiducie tvoří umělci a odborníci především z oblasti literatury, historie, architektury nebo environmentalistiky, což se odráží i na široké programové nabídce klubu. Největší mediální pozornost si získávají diskuzní pořady pojmenovávající problematické jevy či funkce města. Fiducia se zabývá i vydavatelskou činností, především publikací o architektuře, památkách a místopisu Ostravy.
Program klubu je od roku 2013 úzce spjat s činností okrašlovacího spolku Za krásnou Ostravu, se kterým se podílí mj. na vzniku pamětních desek osobností spjatých s Ostravou či vydávání bulletinu Krásná Ostrava.

## Galerie

### Fotografická galerie Fiducia
Fotografická galerie Fiducia byla založena v roce 2001 fotografy Romanem Poláškem a Martinem Popelářem v horním prostoru Fiducie. Jako jedna z mála v České republice se specializuje na fotografické výstavy. Program galerie tvoří především monografické výstavy prezentující českou i světovou fotografii a autory všech generací včetně nejmladší.

### Galerie Dole
Výstavní program Galerie Dole v suterénu Fiducie od roku 2006 připravuje šéfkurátor Martin Mikolášek s týmem přizvaných kurátorů (Jiří Ptáček, Petr Vaňous, Martin Dostál, Vladislav Holec a František Kowolowski). Galerie se zaměřuje na současnou malbu a vystavuje především mladé tvůrce z České republiky. Při galerii funguje i Dětské studio Fiducia pravidelně pořádající rodinné tvůrčí ateliéry v návaznosti na aktuální výstavy (atelier vede výtvarnice Marcela Lysáčková).

## Top Fiducie
- Fiducia je vyhledávaným místem autorských čtení a křtů knih řady literátů ostravské scény. Zmiňme například Jana Balabána,[24] Jaroslava Žilu,[25] Petra Hrušku,[26][27] Ivu Málkovou[28] nebo ostravské nakladatelství Protimluv[29].
- Fiducia provozuje Databázi ostravských památek a architektury[30] a Databázi ostravských soch[31], vydala Mapu ostravských soch[32], Mapu ostravských památek a architektury, Mapu ostravských výletů[33] a další publikace o historii Ostravy a Opavy.[18][19][20][21]
- V roce 2004 a 2005 uspořádala tři veřejné diskuse o tehdejším plánu zbourat v Dolní oblasti Vítkovic dvě vysoké pece ze tří a omezit významně památkovou ochranu[34][35][36][37]. Debaty spolu s iniciativou spolku Za starou Ostravu, ostravského Národního památkového úřadu[34][38] a průkopníka ochrany industriálního dědictví Stanislava Vopaska (1935–2006)[39] přispěly k debatám o významu této památky – i za jejich přispění byla místo avizovaných demolic zahájena její obnova.[4][40]
- Fiducia se zasadila o prosazování architektonických soutěží na veřejné stavby v Ostravě.[41][42]
- Od roku 2004 začala Fiducia pořádat Šumné procházky s režisérem Radovanem Lipusem a historikem architektury Martinem Strakošem a pokračuje v této tradici dodnes.[4][43] V roce 2005 Fiducia uspořádala historicky první komentovanou prohlídku Dolní oblasti Vítkovic pro veřejnost s Martinem Strakošem.[44]
- V letech 2010, 2011 a 2013 byly Fotografická galerie Fiducia a Galerie Dole vyhodnoceny grantovou komisí Ministerstva kultury jako nejlepší galerijní projekty v ČR.[45]
- Fiducia jako jedna z prvních iniciovala dialog s představiteli politické reprezentace Ostravy na téma veřejného prostoru města, především jeho centra.[41][42][46]

## Kauzy
- Industriální dědictví v Dolní oblasti Vítkovic – klub se od roku 2004 věnoval tehdejším plánu zbourat v dvě vysoké pece ze tří a omezit významně památkovou ochranu[34][35][36] (k demolici nedošlo[4][40])
- Tzv. Černá kostka (nová budova pro Moravskoslezskou vědeckou knihovnu) – klub se výstavbě nové knihovny věnuje od roku 2004[47][48][49][50] (zřizovatel knihovny Moravskoslezský kraj plánuje v roce 2021 zahájit stavbu[51])
- Nová Karolina – klub se od roku 2005 věnoval problematice podoby oblasti Nová Karolina;[52] v roce 2012, kdy bylo otevřeno kritizované nákupní centrum Fórum Nová Karolina, vydala spolu s historikem architektury Martinem Strakošem a dalšími osobnostmi (například historik umění Rostislav Švácha či fotograf Viktor Kolář), kritické prohlášení a uspořádala protestní laser show na fasádu této kontroverzně přijímané budovy[53].[44]
- Hotel Palace – klub inicioval v roce 2006 debatu o plánované demolici[54] (objekt zbořen nebyl[55])
- Městská jatka – klub se od roku 2006 zasazuje o záchranu ostravské kulturní památky formou debat[56] a happeningů[57][58] (aktuálně v rekonstrukci[59])
- Lipová alej v Komenského sadech v Ostravě – klub v roce 2007 pořádal debatu o záměru vykácet čtyřřadou lipovou alej a angažoval se proti kácení[2] (alej vykácena nebyla)[4]
- Ostravská městská galerie – klub od roku 2008 podporoval snahu odborné veřejnosti zastoupené především sdružením Kunsthalle Ostrava o vznik jediné příspěvkové organizace města zaměřené na výtvarné umění[41][60]; v roce 2013, kdy město galerii ustanovilo jako dotační projekt sdružení právnických osob Trojhalí Karolina, tento postup, stejně jako absenci výběrového řízení na ředitele, kritizoval[60][61][62](výběrové řízení nakonec uspořádáno bylo[63]; v roce 2016 městská galerie vznikla jako příspěvková organizace města[64])
- Obchodní dům Ostravica-Textilia – od roku 2012 se klub snaží o záchranu kulturní památky[46][65][66]
- Centrum Ostravy – od roku 2003 snaha o oživení „mrtvého“ centra systémovými opatřeními (koordinace iniciativy podnikatelů z centra Ostravy Centrum žije s vedením městského obvodu Moravská Ostrava a Přívoz)[zdroj?]; cykly debat o městském rozvoji[17][67][68][69][70]; odborné plánovací dílny s politiky, architekty, urbanisty a odbornou veřejností[46][71]; kritika záměru vybudovat či přesunout veřejné instituce do Dolní oblasti Vítkovic[5][72][73])
- Nádraží v Ostravě-Vítkovicích – od roku 2017 snaha o záchranu významné architektury v bruselském stylu na Ostravsku[74]
- Tzv. Ostravský Strakáč (cihlový komín s červenobílou šachovnicí) – od roku 2019 klub usiloval o záchranu[75][76] (zbořen[77])

## Historie Fiducie
Prostory Fiducie jsou v majetku statutárního města Ostrava. Původně šlo o zřejmě velké skladiště opatřené výjezdem na ulici.
1992: Houslista a muzikolog Ladislav Hoskovec založil galerii Fiducia, resp. Kulturní nadaci Fiducia, ve Frýdku-Místku.
1995: První kurátor galerie Fiducia Ivo Sumec přestěhoval galerii do Ostravy, nejprve do hospody a antikvariátu Černý pavouk na Stodolní ulici a poté na současnou adresu na ul. Nádražní, kde sídlilo i knihkupectví Votobia a kavárna. Kromě výstav naplňující podle pražských kurátorů Ševčíkových étos "vynořující se scény" se tady konala také řada literárních akcí.
1998–2001: Fiducii vedl literární kritik Miroslav Zelinský. Prostor galerie se přeměnil v kavárnu a hospodu.
1998: Manželé Rozehnalovi založili v Ostravě-Mariánských Horách antikvariát.
1999–2001: Manželé Rozehnalovi přesunuli antikvariát z Ostravy-Mariánských Hor do prostor Fiducie, kde jej provozovali jako podnájemníci. V těchto letech byla v prostorách Fiducie dále kavárna a hospoda a dále knihkupectví.
2000–2004: V suterénu působila Galerie 761 s kurátory René Rohanem, Stanislavem Cigošem a posléze trojicí tehdejších studentů místní umělecké školy (pozdější Fakulty umění), Petrem Pavlánem, Petrou Čiklovou a Karolínou Grymovou.  
2001: Manželé Rozehnalovi vyhráli výběrové řízení po výpovědi tehdejšího nájemce a stali se nájemci prostor Fiducie, což vedlo k opětovnému restartu kulturních aktivit. Na žádost města byla uzavřena kavárna a hospoda.
2001: Zahájení činnosti Fotografické galerie Fiducia.
2003: Založení občanského sdružení Fiducia (později na základě legislativních změn se právní forma změnila na spolek), pod jehož hlavičkou jsou pořádány pravidelné kulturní akce.
2006: Založena Galerie Dole, předcházela ji v roce 2005 rekonstrukce suterénních prostor.
2007: Založení Dětského studia při Galerii Dole.